# Staurastrum paradoxum
Staurastrum paradoxum là một loài Song tinh tảo trong họ Desmidiaceae, thuộc chi Staurastrum.